# Rally de Cerdeña de 2014
El Rally de Cerdeña de 2014, oficialmente 11º Rally d'Italia Sardinia, fue la undécima edición y la sexta ronda de la temporada 2014 del Campeonato Mundial de Rally. Se celebró del 6 al 8 de junio y contó con un itinerario de diecisiete tramos sobre tierra.

## Itinerario y ganadores
| Día   | Tramo | Hora  | Nombre                      | Distancia | Ganador            | Tiempo  | Velo. media | Líder rally        |
| ----- | ----- | ----- | --------------------------- | --------- | ------------------ | ------- | ----------- | ------------------ |
| Día 1 | SS1   | 21:08 | Città di Cagliari           | 1,30 km   | Mikko Hirvonen     | 1:19.1  | 59,2 km/h   | Mikko Hirvonen     |
| Día 2 | SS2   | 11:35 | Terranova Nord              | 19,81 km  | Thierry Neuville   | 13:28.1 | 88,3 km/h   | Thierry Neuville   |
| Día 2 | SS3   | 12:13 | Terranova Sud               | 12,40 km  | Juho Hänninen      | 9:25.2  | 79,0 km/h   | Juho Hänninen      |
| Día 2 | SS4   | 13:08 | Coiluna - Crastazza         | 20,29 km  | Mads Ostberg       | 13:22.9 | 91,0 km/h   | Thierry Neuville   |
| Día 2 | SS5   | 13:44 | Loelle                      | 27,30 km  | Jari-Matti Latvala | 18:23.6 | 89,1 km/h   | Jari-Matti Latvala |
| Día 2 | SS6   | 15:57 | Terranova Nord 2            | 19,81 km  | Jari-Matti Latvala | 13:01.7 | 91,2 km/h   | Jari-Matti Latvala |
| Día 2 | SS7   | 16:35 | Terranova Sud 2             | 12,40 km  | Jari-Matti Latvala | 9:06.1  | 87,7 km/h   | Jari-Matti Latvala |
| Día 2 | SS8   | 17:30 | Coiluna - Crastazza 2       | 20,29 km  | Sébastien Ogier    | 12:51.9 | 94,6 km/h   | Jari-Matti Latvala |
| Día 2 | SS9   | 18:06 | Loelle 2                    | 27,30 km  | Jari-Matti Latvala | 17:43.8 | 92,4 km/h   | Jari-Matti Latvala |
| Día 3 | SS10  | 09:18 | Monte Olia                  | 19,27 km  | Jari-Matti Latvala | 13:31.6 | 85,5 km/h   | Jari-Matti Latvala |
| Día 3 | SS11  | 10:23 | Monte Lerno                 | 59,13 km  | Sébastien Ogier    | 37:15.8 | 95,2 km/h   | Jari-Matti Latvala |
| Día 3 | SS12  | 16:54 | Monte Olia 2                | 19,27 km  | Sébastien Ogier    | 13:12.2 | 87,6 km/h   | Jari-Matti Latvala |
| Día 3 | SS13  | 17:59 | Monte Lerno 2               | 59,13 km  | Sébastien Ogier    | 36:38.0 | 96,8 km/h   | Sébastien Ogier    |
| Día 4 | SS14  | 07:39 | Cala Flumini                | 8,98 km   | Mads Ostberg       | 5:50.9  | 92,1 km/h   | Sébastien Ogier    |
| Día 4 | SS15  | 09:20 | Castelsardo                 | 14,00 km  | Jari-Matti Latvala | 10:29.7 | 80,0 km/h   | Sébastien Ogier    |
| Día 4 | SS16  | 10:02 | Tergu-Osilo                 | 14,88 km  | Jari-Matti Latvala | 9:48.8  | 91,0 km/h   | Sébastien Ogier    |
| Día 4 | SS17  | 12:08 | ala Flumini 2 (Power Stage) | 8,98 km   | Andreas Mikkelsen  | 5:39.7  | 95,2 km/h   | Sébastien Ogier    |

## Clasificación final
| Pos.     | Piloto               | Copiloto               | Automóvil               | Tiempo    | Diferencia | Puntos |
| WRC      | WRC                  | WRC                    | WRC                     | WRC       | WRC        | WRC    |
| -------- | -------------------- | ---------------------- | ----------------------- | --------- | ---------- | ------ |
| 1.       | Sébastien Ogier      | Julien Ingrassia       | Volkswagen Polo R WRC   | 4:02:37.8 | 0.0        | 25     |
| 2.       | Mads Ostberg         | Jonas Andersson        | Citroën DS3 WRC         | 4:04:00.9 | +1:23.1    | 18     |
| 3.       | Jari-Matti Latvala   | Mikka Antilla          | Volkswagen Polo R WRC   | 4:04:10.6 | +1:32.8    | 15     |
| 4.       | Andreas Mikkelsen    | Ola Floene             | Volkswagen Polo R WRC   | 4:05:17.1 | +2:39.3    | 12     |
| 5.       | Elfyn Evans          | Daniel Barrit          | Ford Fiesta RS WRC      | 4:07:19.6 | +4:41.8    | 10     |
| 6.       | Martin Prokop        | Jan Tomanek            | Ford Fiesta RS WRC      | 4:08:43.1 | +6:05.3    | 8      |
| 7.       | Henning Solberg      | Ilka Minor             | Ford Fiesta RS WRC      | 4:09:53.6 | +7:15.8    | 6      |
| 8.       | Robert Kubica        | Maciej Szczepaniak     | Ford Fiesta RS WRC      | 4:14:56.8 | +12:19.0   | 4      |
| 9.       | Lorenzo Bertelli     | Mittia Dotta           | Ford Fiesta RRC         | 4:17:59.9 | +15:22.1   | 2      |
| 10.      | Khalid Al-Qassimi    | Chris Patterson        | Citroën DS3 WRC         | 4:19:27.1 | +16:49.3   | 1      |
| WRC 2    |                      |                        |                         |           |            |        |
| 1 (9.)   | Lorenzo Bertelli     | Mitia Dotta            | Ford Fiesta RRC         | 4:17:59.9 | 0.0        | 25     |
| 2 (12.)  | Yuriy Protasov       | Pavlo Cherepion        | Ford Fiesta RRC         | 4:23:27.0 | +5:27.1    | 18     |
| 3 (13.)  | Karl Kruuda          | Martin Järveoja        | Peugeot 208 T16         | 4:26:35.5 | +8:35.6    | 15     |
| 4 (14.)  | Bernardo Sousa       | Hugo Magalhães         | Ford Fiesta RRC         | 4:26:54.7 | +8:54.8    | 12     |
| 5 (16.)  | Quentin Gilbert      | Renaud Jamoul          | Ford Fiesta R5          | 4:32:08.2 | +14:08.3   | 10     |
| 6 (19.)  | Martin Kangur        | Pawel Drahan           | Ford Fiesta S2000       | 4:36:21.8 | +18:21.9   | 8      |
| 7 (20.)  | Ott Tänak            | Raigo Mölder           | Ford Fiesta R5          | 4:46:07.0 | +28:07.1   | 5      |
| 8 (22.)  | Juan Carlos Alonso   | Juan Pablo Monasterolo | Mitsubishi Lancer EVO X | 4:47:57.8 | +29:57.9   | 4      |
| 9 (23.)  | Ramón Torres Fuentes | José Díaz              | Mitsubishi Lancer EVO X | 4:51:11.1 | +33:11.2   | 2      |
| 10 (24.) | Gianluca Linari      | Nicola Arena           | Subaru Impreza STi N15  | 4:53:26.0 | +35:26.1   | 1      |